# Josef Schindler (poslanec Moravského zemského sněmu)
Josef Schindler (cca 1828 – březen 1910 Černotín) byl rakouský podnikatel a politik české národnosti z Moravy; poslanec Moravského zemského sněmu.

## Biografie
Žil a podnikal v Černotíně, kde roku 1870 postavil první šachtovou vápenku. Později byl i starostou obce. Celkem v Černotíně postavil tři vápenky. V roce 1883 vznikla v obci nová vápenka, kterou zřídilo Družstvo k vyrábění vápna, jež chtělo Schindlerovi konkurovat, ale po deseti letech ukončilo činnost a vápenku i s lomem odprodali Schindlerovi. Byl předsedou okresního silničního výboru v Hranicích.
V 70. letech se zapojil i do vysoké politiky. V zemských volbách v březnu 1867 byl zvolen na Moravský zemský sněm, kde zastupoval kurii venkovských obcí, obvod Hranice, Libavá, Lipník. Na sněm se po delší přestávce ještě vrátil v doplňovacích zemských volbách 31. května 1882, opět za kurii venkovských obcí, obvod Hranice, Libavá, Lipník, Dvorce. V roce 1867 je označován za kandidáta české strany (Moravská národní strana, staročeská). Rovněž v roce 1882 je uváděn jako národní kandidát.
Zemřel v březnu 1910 ve věku 82 let.
Jeho zeti byli politici Václav Šílený a František Šromota.